# Enzo Ferrari (autómárka)
Az Enzo Ferrari egy tizenkét hengeres, középmotoros sportautó, melyet 2002-ben mutattak be. Nevét a gyár alapítójától, Enzo Ferrariról kapta. Építése során Formula–1-es technológiát is használtak, például a sebességváltó vagy a fékek esetében. Az F-1-es tapasztalatok felfedezhetőek az autó orrának kialakításában is, mely rendkívül szögletes. Az autó karosszériája is különleges, ugyanis szénszálas műanyagból készült. Az Enzóból mindössze 400 darabot gyártottak, és ezekből is csak a Ferrari által kiválasztott törzsvevők vásárolhattak.

## Gyártása, jellemzői
Az Enzót Ken Okuyama, a Pininfarina főmérnöke tervezte. Az autó formáját a minél tökéletesebb aerodinamika miatt alakították ilyenre. A kocsi alja teljesen burkolt, ezáltal a menetszél a lehető legjobban áramlik ezen a helyen is. A hátulján diffúzort alakítottak ki, hogy segítse az autó stabilitását menet közben. Az Enzo karosszériája, váza, valamint a féktárcsái szénszálas anyagokból készültek. A fékek esetében ezt az anyagot kerámiával keverték, így nagy súlycsökkenést értek el. A kerámiának köszönhető, hogy a fékek ellenállnak a kopásnak. Az autó vázának esetében a szénszálas műanyagok mellett alumíniumot használtak, ezért rendkívül könnyű és nagyon szilárd. A V12-es motort és a hátsó felfüggesztést egy segédkeretre helyezték. A Ferrari a V12-es helyett alkalmazhatta volna a V10-est, de úgy gondolták, hogy a tizenkét hengeres megfelelőbb. Az erőforrás teljesítménye jóval nagyobb, mint az előd, a Ferrari F50-esé. A motort bárki megpillanthatja, aki a kocsi fölé hajol, mert a motorháztető átlátszó anyagból készült. A sebességváltó is F1-stílusú, a kormánykerék mögötti kapcsolókkal működtethető. Az ajtók felfelé és előre nyílnak. Az abroncsok is különlegesek, Bridgestone Potenza RE050A Scuderia márkájúak. A belső tér is érdekes. A műszerfal bőr- és szénszálburkolatot kapott. A kormányon egy kapcsoló van, amely háromállású. Ennek segítségével a vezető meg tudja változtatni az autó beállításait. A két ülés is rendkívül könnyű anyagból készült.
Az Enzóból eredetileg 349 példányt gyártottak, de a nagy kereslet miatt (persze csak a szupersztárok és Ferrari-gyűjtők engedhették meg maguknak, hogy megvegyék az Enzót) megemelték ezt a számot 50 darabbal. Így 399 darabos lett a széria. De legyártottak egy 400-as alvázszámút, az utolsó Enzót, amelyet II. János Pál pápa kapott. Ezt a példányt a Sotheby's értékesítette, miután a pápa felajánlotta egy alapítvány javára.

## Az Enzón alapuló sportautók

### Ferrari FXX

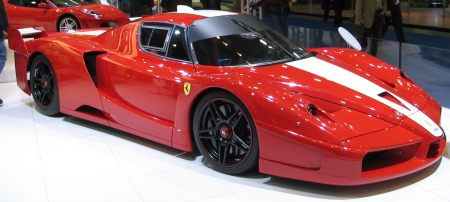
Ferrari FXX

A Ferrari FXX az utcai Enzo Ferrarin alapul, azonban ez egy versenyváltozat, utcai autózásra nem alkalmas. Ebből a változatból csak 30 példány készült. A fejlesztést 2005-ben kezdték meg, és 2007-ben fejezték be. A Ferrari az FXX-nek különleges szerepet szánt, egy igazi mozgó laboratóriumként kellett a tesztpályán száguldania. Mivel ez egy versenyautó, sok eltérés van közte és az alap Enzo között. A motorháztető alatt egy 6262 köbcentis V12-es benzinmotor található. Teljesítménye 800 lóerő, ami messze meghaladja az utcai verzió képességét. A váltó is Formula–1-es szintet képvisel. Az FXX-ben telemetria is van, amely kommunikál a box-szal. A fékeket a Brembo, az abroncsokat a Bridgestone fejlesztette ki az FXX számára. További különlegesség, hogy a visszapillantó tükröket kamerákra cserélték. Ebből a változatból 29 darabot értékesítettek, de csak a gyár által meghívottak vásárolhattak FXX-et. A szerencsés tulajdonosok szinte tesztpilótává váltak, használhatják a maranellói versenypályát és akár a Ferrari garázsában is tárolhatják a kocsikat. Emellett a gyár szerelői karban is tartják a versenygépeket.

### Ferrari FXX Evoluzione
A Ferrari 2008/2009-ben folytatta az FXX fejlesztését. Ekkor született meg az FXX Evoluzione. A V12-es motor 6,2 literes, de a maximális fordulatszámát percenként 9500-ra növelték, így most már 860 lóerőre (630 kW) képes. A végáttételen is módosítottak, aminek köszönhetően leginkább az autó gyorsulása javult, a végsebessége kevésbé. A váltót is fejlesztették, miután a kapcsolás 6 századmásodpercig tart. A futóművet is átalakították, hogy növekedjen a gumik élettartama. Megváltoztatták a hátsó szárnyat és a diffúzort, ami révén növekedett a tapadás. A kerámiatárcsás fékrendszert is hatékonyabbá tették. Az FXX Evoluzione csúcssebessége 387 km/h felett van, és 2,5 másodperc alatt éri el 0-ról a 100 km/h-t.

### Ferrari P4/5 by Pininfarina

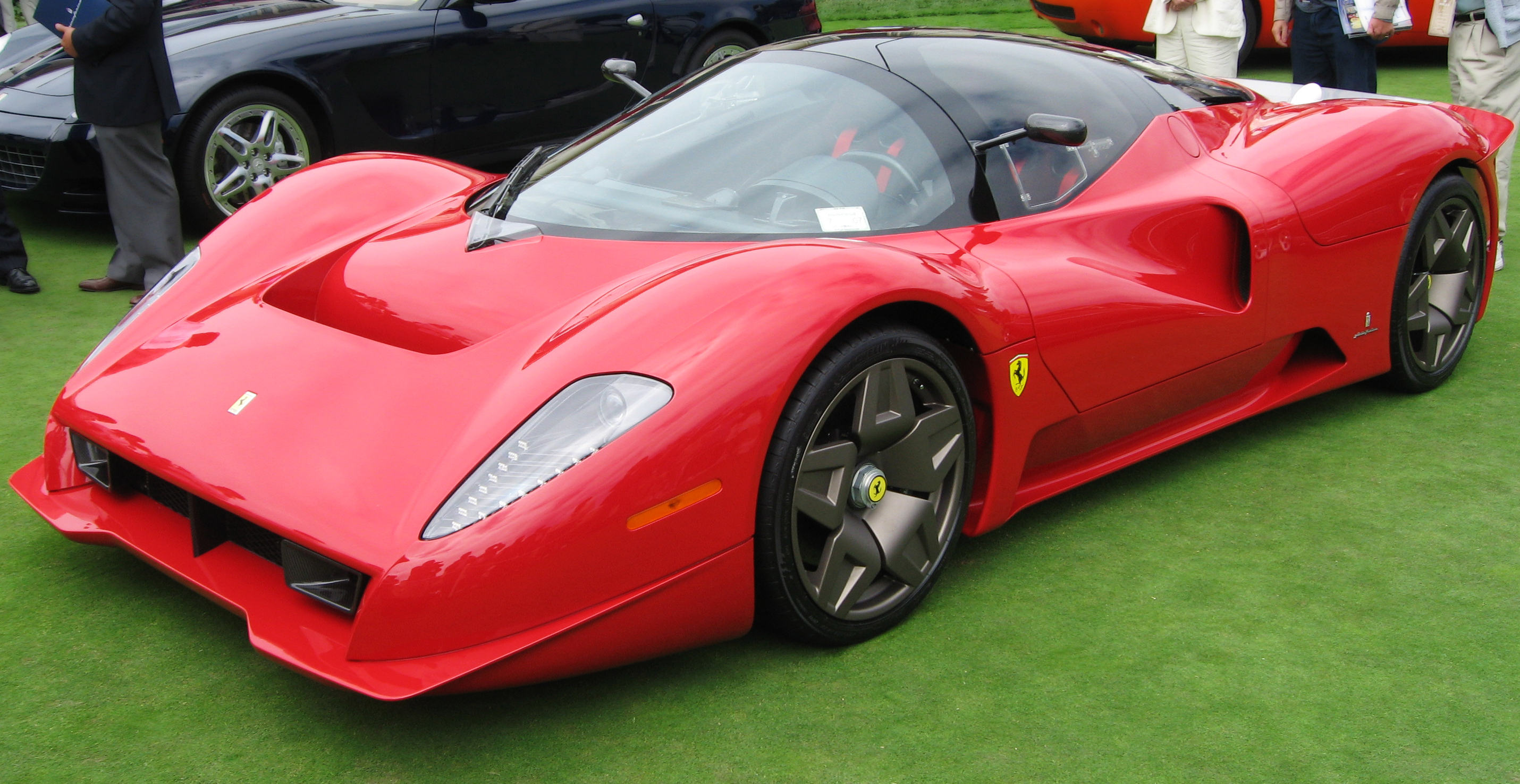
A Ferrari P4/5

Ez egy nagyon különleges sportautó, hiszen mindössze egyetlen példány készült belőle. A P4/5-t James Glickenhaus filmrendező kérésére építette a Pininfarina az Enzo alapjaira. Az autó a legendás Ferrari 330 P4 modern változata. Tőle örökölte a buborék formájú tetőt és a hatalmas beömlőnyílásokat. A karosszéria szénszálas műanyagból készült. A motorja azonos azzal, mint amit az Enzo Ferrariba építették. A sebességváltó is az Enzóból származik; egy hatsebességes félautomata. Az autó 3 másodperc alatt éri el 0-ról a 100 km/h-t, csúcssebessége pedig 375 km/h. A P4/5-t először 2006 augusztusában a kaliforniai Pebble Beach Concours d'Elegance kiállításon mutatkozott be, majd szeptemberben a Párizsi Autószalonon láthatta a nagyközönség.

### Ferrari Millechili
A Ferrari Millechili egy koncepcióautó, melyet 2007-ben mutattak be Maranellóban. Nevének jelentése: ezer kilogrammos (mille=ezer, chili=kilogramm). Ezen kívül ez egy projekt neve is, melynek keretein belül a Ferrari szeretne kifejleszteni egy könnyűsúlyú sportkocsit. A Millechili fejlesztését a Modenai Egyetemmel közösen végezték. A céljuk, hogy a kínálatukban szereplő autók minél környezetbarátabbá váljanak.
Elvileg a Millechilibe beleférne ugyanaz a motor, amely az Enzóban található. De hogy megtartsák az Enzo menetteljesítményét, elég egy kisebb motor is, ráadásul az új fejlesztés sokkal kompaktabb, mint a híres előd.

### Maserati MC12

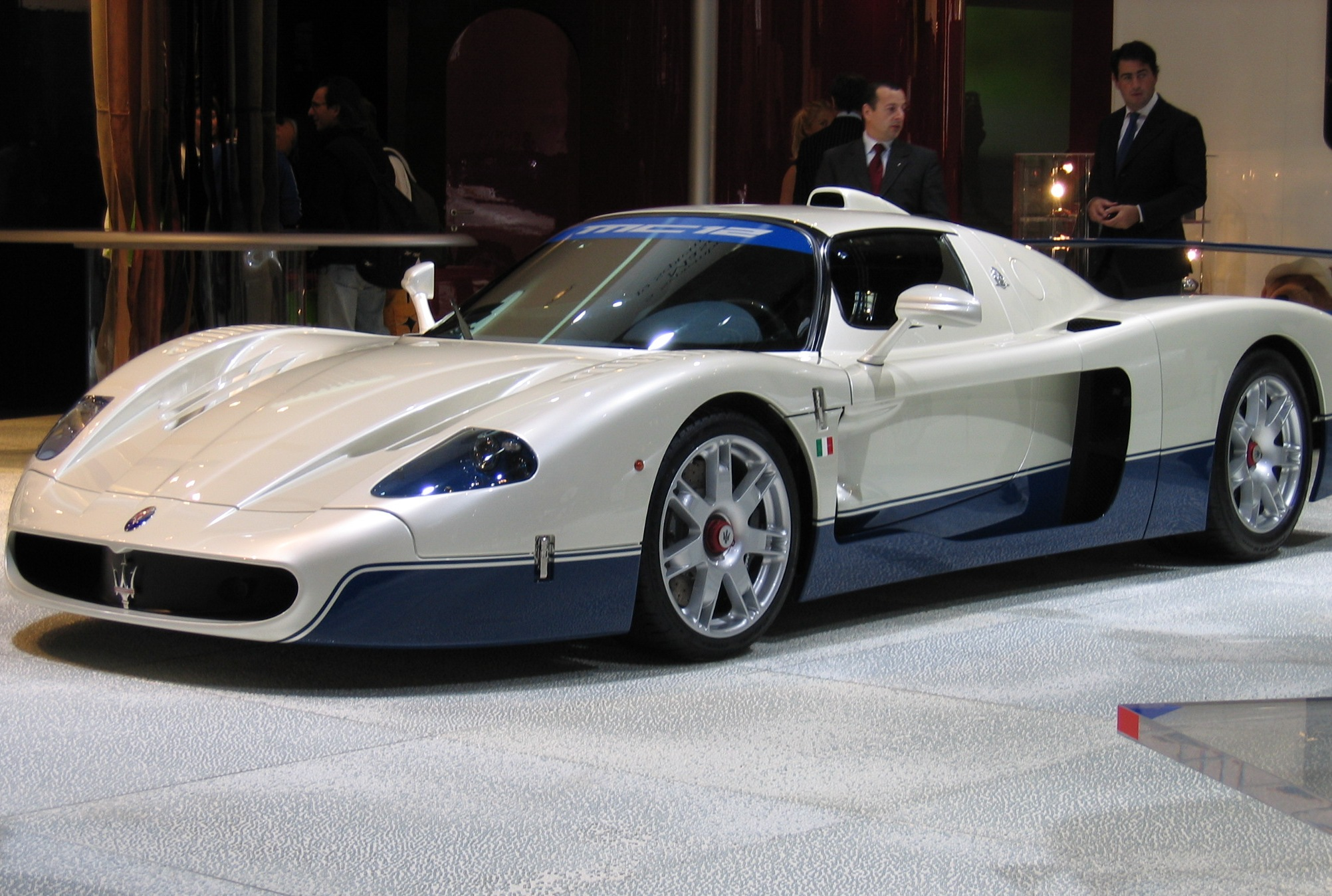
Maserati MC12

A Maserati MC12 egy kétüléses középmotoros sportkocsi, melyet az Enzo alapjain alakítottak ki. Az autót a Maserati fejlesztette, de a cég ekkoriban a Ferrari tulajdonában volt. Az MC12-t kifejezetten a FIA GT bajnokságra készítették, azonban a verseny szabályai szerint legalább 25 darab utcai autót is le kell gyártani a típusból. Az MC12-ből 50 eladásra szánt darabot építettek, valamint 5 példányt, melyet nem adtak el. A gyártás 2004-ben kezdődött, és 2005-ben zárult le. Az 50 utcai autót előre eladták, áruk kb. 600 000 euró volt. Ugyan az autó alapját az Enzo alváza alkotta, az elkészült kocsi mégis hosszabb, szélesebb, magasabb és nagyobb tömegű, mint az előd. Sőt, az MC12 lassabban éri el 0-ról a 100 km/h-t (3,8 másodperc), mint az Enzo, és a csúcssebessége (330 km/h) is elmarad a Ferrari típusáétól. Mindezek ellenére az MC12 gyorsabban teljesítette a tesztkörét a Top Gear pályáján, mint az Enzo. Ez nagyrészt a jobban tapadó Pirelli PZero Corsa abroncsoknak köszönhető. A versenyváltozat nagy sikereket szerzett a pályán a Maserati számára.

### Maserati MC12 Corsa

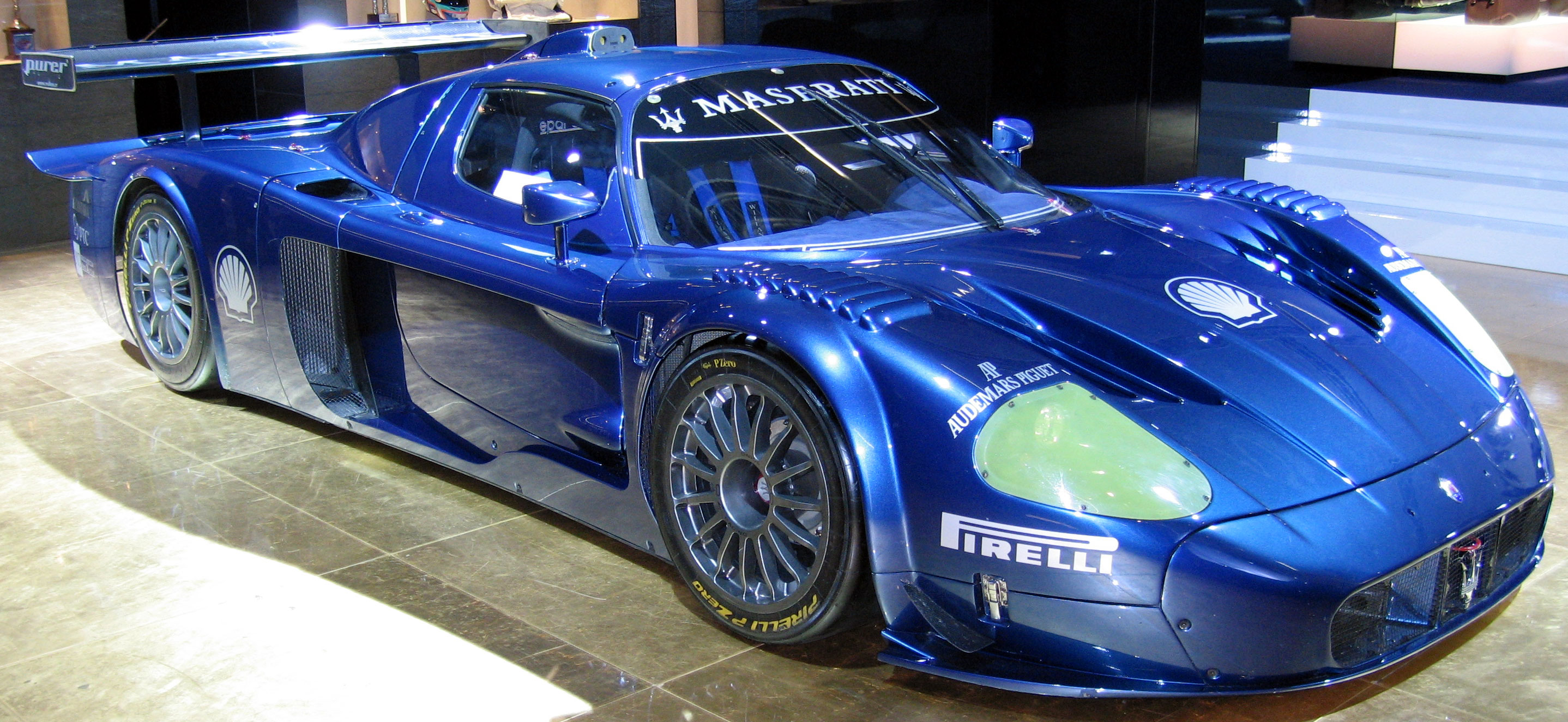
Maserati MC12 Corsa

A Maserati MC12 Corsa az MC12 egy különleges versenypályára szánt változata. Az autó nem homologizált modell, ezért nem használható sem közúton, sem versenyen. Ezért a tulajdonosok csak saját használatú vagy bérelt versenypályán használhatják. Emiatt az MC12 Corsát nyugodtan nevezhetjük a gazdagok játékszerének.
Az MC12 Corsát az MC12 GT1 alapján fejlesztették ki, amely 2005-ben megnyerte a FIA GT gyártói kupáját. A motorja megegyezik a GT1 erőforrásával, mely 755 lóerőre képes 8000 fordulat/percnél. A Corsa rövidebb orrát is az alapjául szolgáló verziótól kapta. A modell számára rendelkezésre állt a "Blue Victory" szín, de az autó festését a vevő is megválaszthatta. Az autót acélból és karbonból kialakított versenyfékekkel szerelték fel, de elhagyták a blokkolásgátló fékrendszert. A Maserati MC12 Corsából mindössze 15 darabot építettek, ezekből 12 darabot adtak el, a megmaradt 3-at pedig tesztelésre használják. Ára 1 millió euró.

### Maserati Birdcage 75th

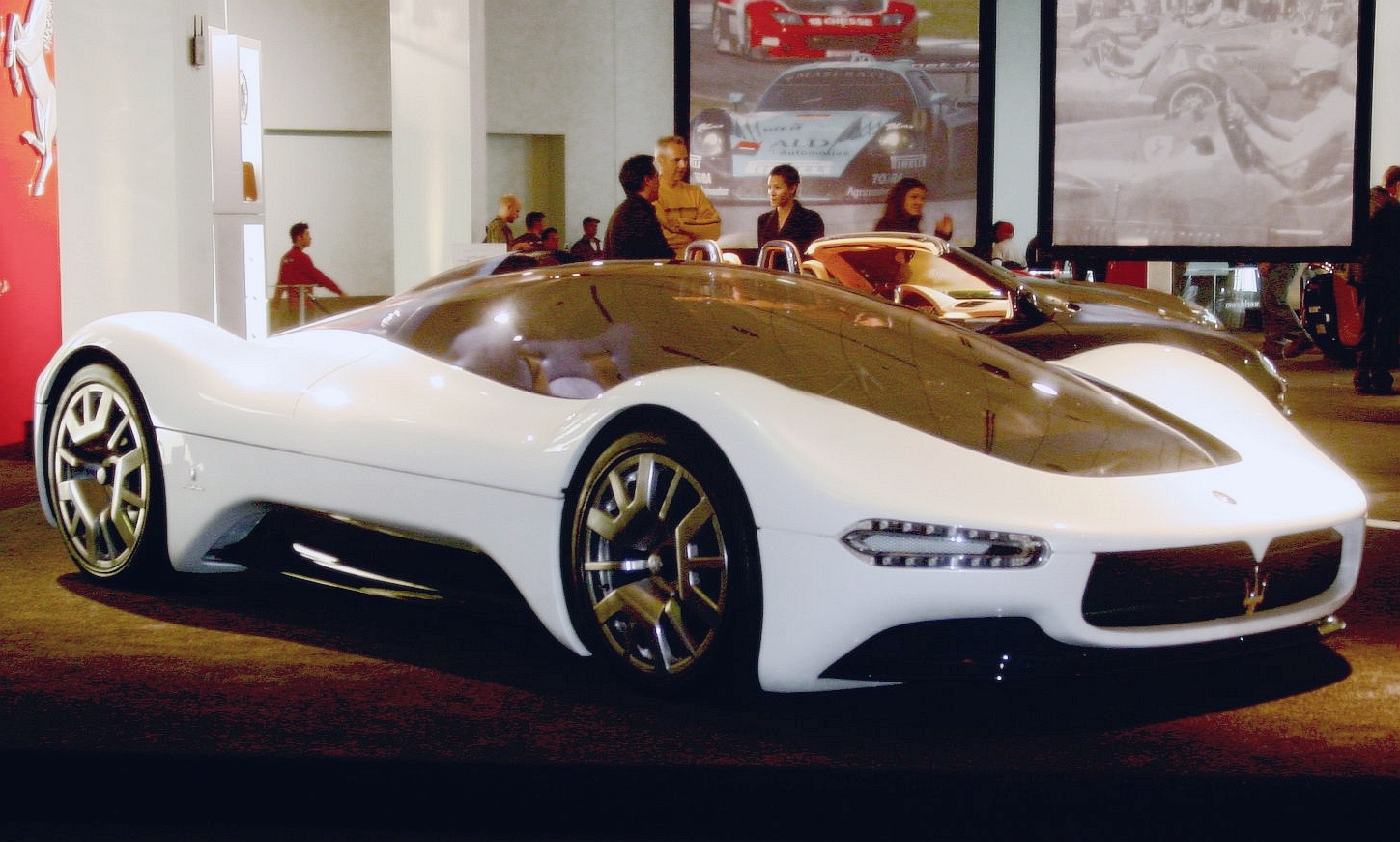
Maserati Birdcage 75th

A Maserati Birdcage 75th egy a Pininfarina által tervezett és a Maserati által gyártott koncepcióautó. Először a 2005-ben a Genfi Autókiállításon láthatták az érdeklődők. Az ötletet a Maserati Tipo Birdcage adta, mely egy a gyár által készített versenyautó volt a 60-as években. Ráadásul a Pininfarina ezzel az autóval ünnepelte fennállásának 75. évfordulóját.

## Galéria

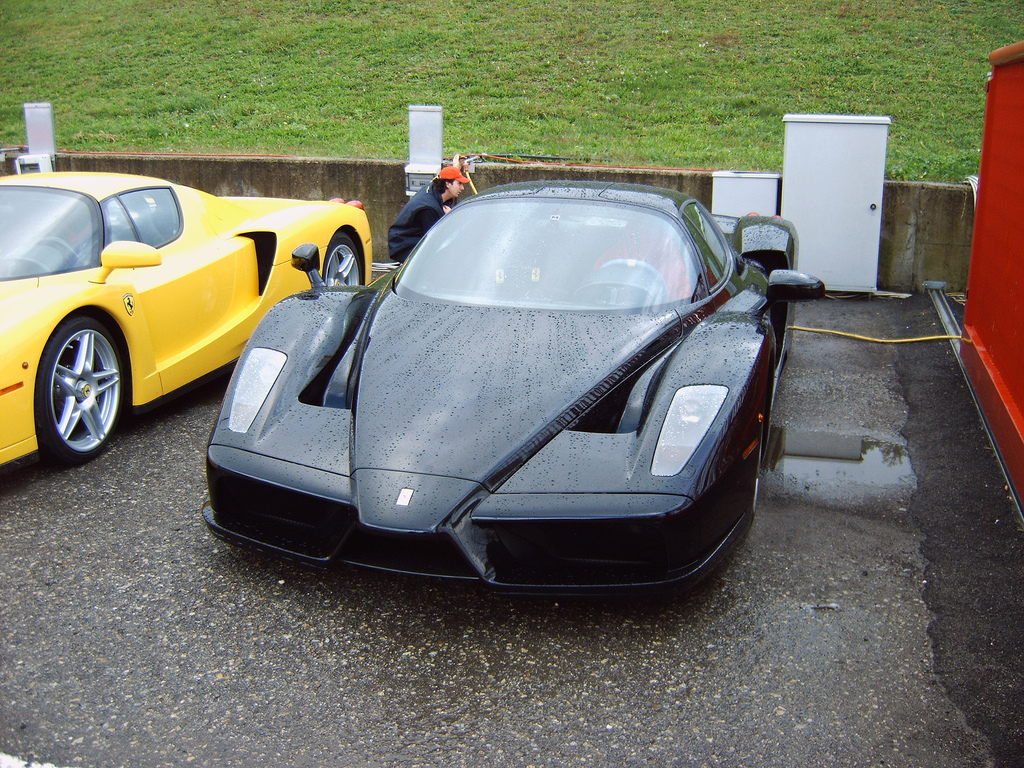
Fekete színben
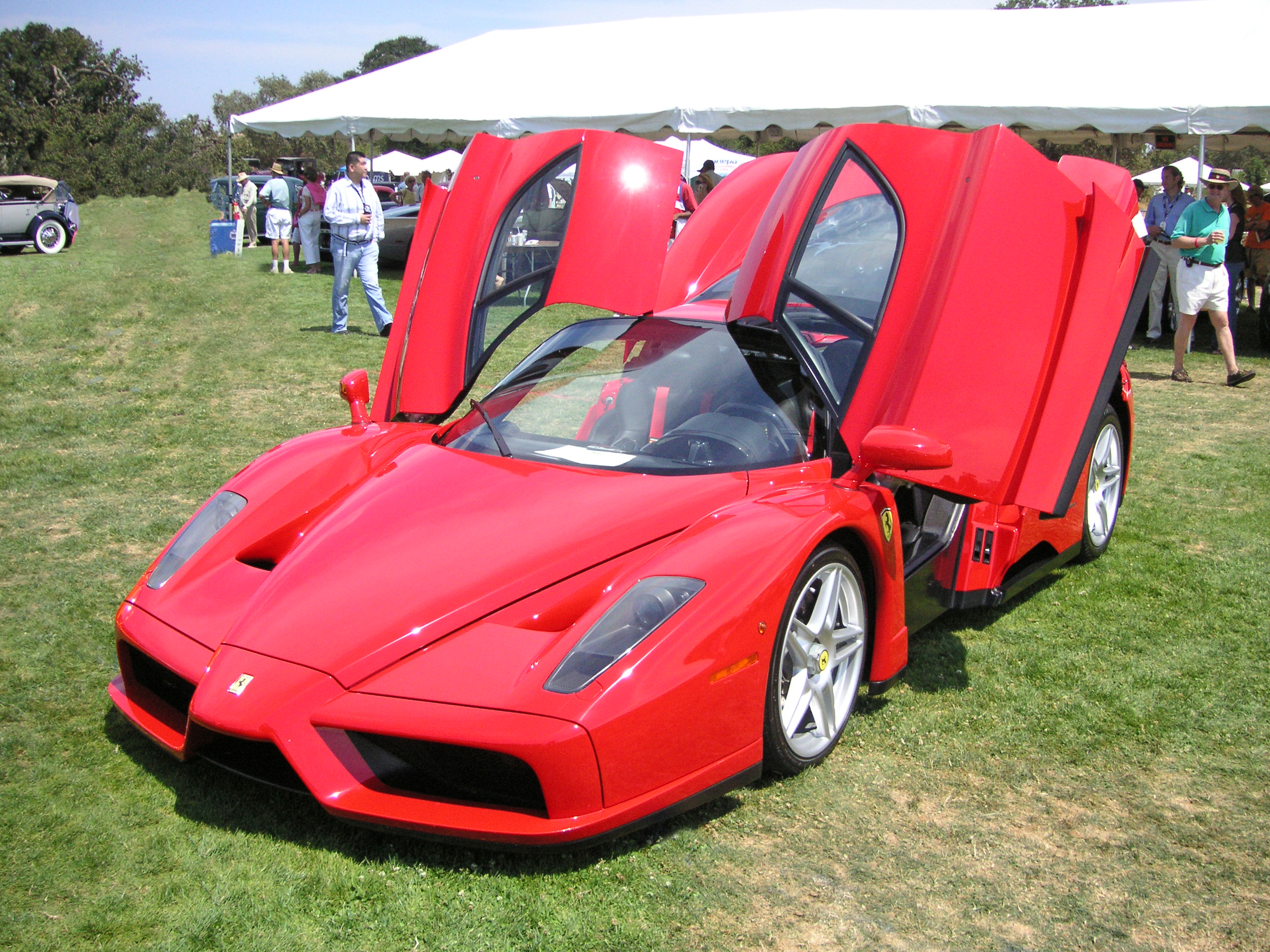
Jól láthatóak a kocsi különlegesen nyíló ajtói
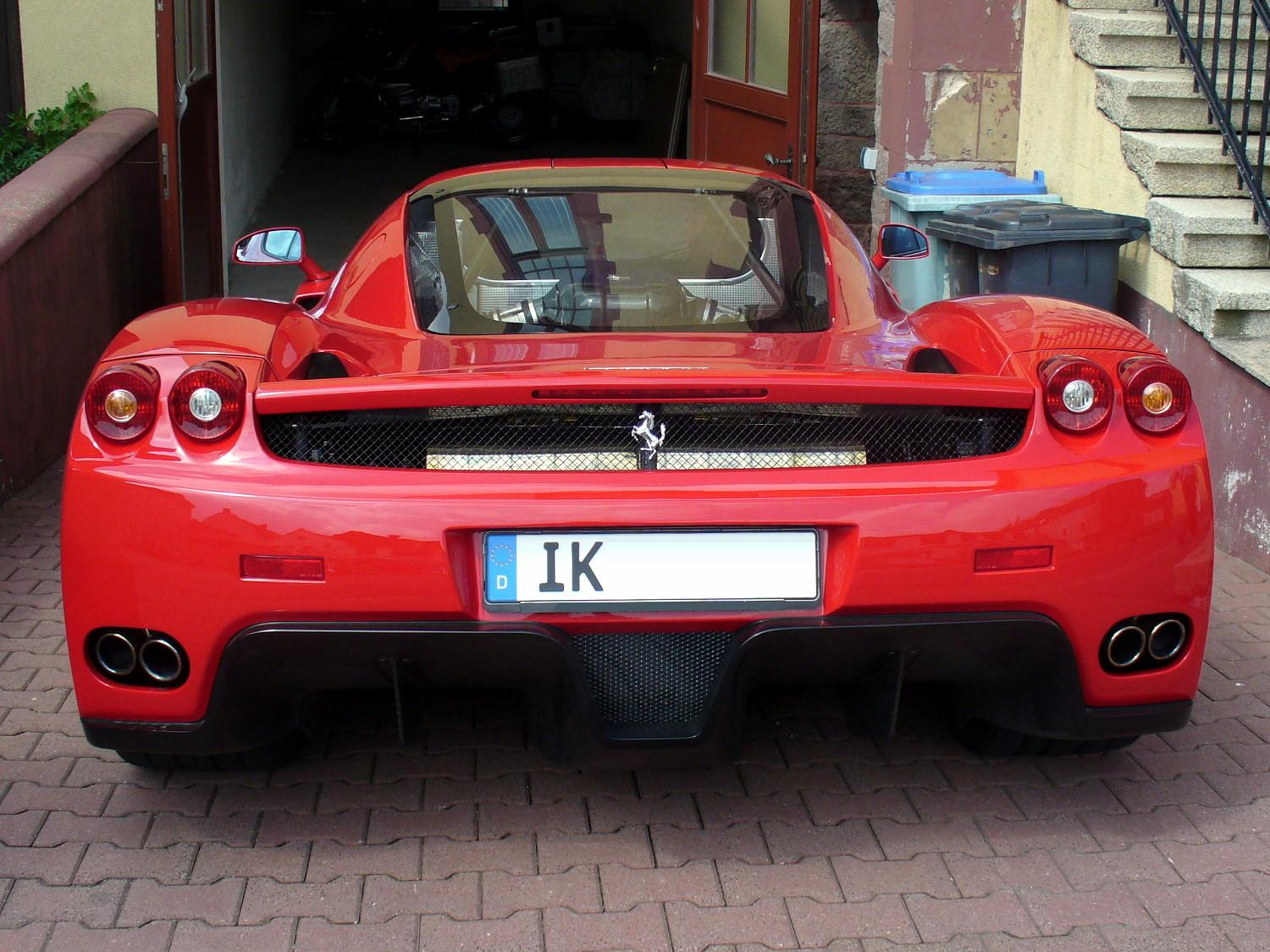
Az Enzo hátulja
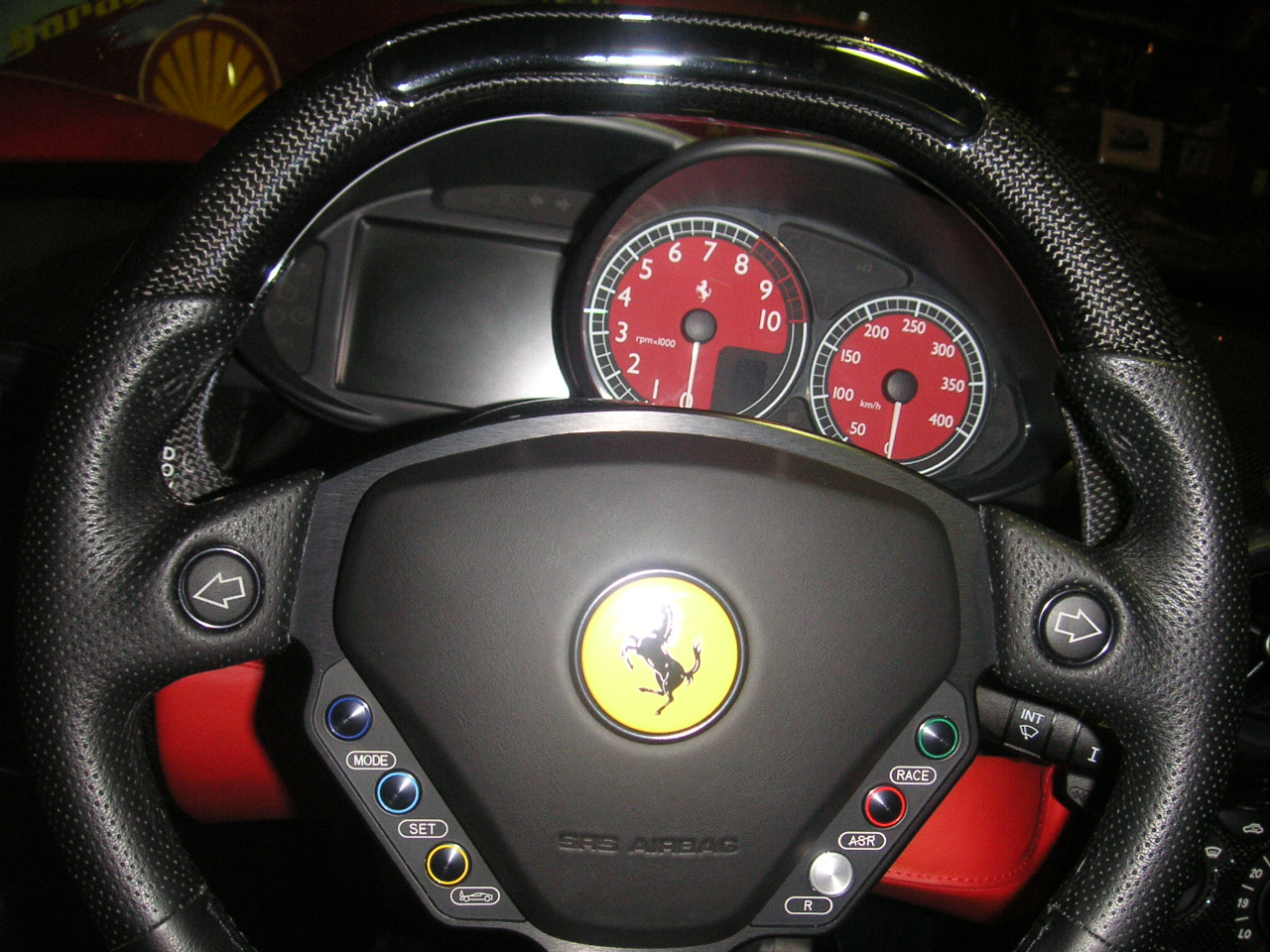
Az Enzo kormánya és a műszerfal egy része

## Fordítás
Ez a szócikk részben vagy egészben  az   Enzo Ferrari (automobile) című angol Wikipédia-szócikk ezen változatának fordításán alapul.  Az eredeti cikk szerkesztőit annak laptörténete sorolja fel. Ez a jelzés csupán a megfogalmazás eredetét és a szerzői jogokat jelzi, nem szolgál a cikkben szereplő információk forrásmegjelöléseként.